# Brigitte Poupart
Pour les articles homonymes, voir Poupart.
Brigitte Poupart est une artiste québécoise multidisciplinaire. Elle est actrice, metteuse en scène, scénariste et réalisatrice. 

## Biographie
Diplômée du Conservatoire d’art dramatique de Montréal en 1990, Brigitte Poupart a interprété de nombreux rôles, tant sur les scènes institutionnelles que les plus marginalisées. Au petit écran, elle est notamment connue connue pour son interprétation du personnage d’Hélène dans la comédie télévisée Catherine (Radio-Canada) pendant cinq années. Elle joue aussi dans la série O et tient un rôle récurrent dans Mémoires Vives. Au cinéma, elle tient le premier rôle dans le film de Renée Beaulieu, Les salopes, ou le sucre naturel de la peau présenté en première mondiale au TIFF en septembre 2018. 
En tant que metteuse en scène, elle produit ses premières créations avec Transthéâtre, compagnie qu’elle codirige et cofonde avec Michel Monty en 1991. Elle y crée notamment ; Le Défilé des canards dorés (1998), W.C. (1999- 2000), Babel (2002), L’Édifice (2003), Cérémonials (2004), L’Autoroute (2006), Les Cabarets Insupportables au Lion d’Or, Un jour ou l’autre (2008), What’s Next en duo avec Dave Saint-Pierre (2010), La Démesure d’une 32 A (2012), Table Rase,(2015 et 2017), Glengarry Glen Ross (2017),.
En 2005, elle se joint au collectif humoristique Les Zapartistes. La même année, elle agit à titre de co-conceptrice et co-directrice artistique auprès d'Hélène Pedneault lors de La Semaine de théâtre politique ,. Cette semaine s'inscrit dans une série d'activités qui marquent la commémoration des référendums sur la souveraineté au Québec (1980 et 1995).
Dans son parcours elle collabore avec de nombreux artistes du milieu théâtral, cinématographique, corporel et musical. Reconnue pour ses mises en scène aux conceptions scéniques d'envergure, elle collabore avec de nombreux artistiques musicaux tels que Misteur Valaire, Beast, Betty Bonifassi, Samian, Lisa Leblanc, Louis-Jean Cormier, Vincent Vallières, Plaster, Yann Perreau, Florence K, Patrick Watson et The Barr Brothers. Brigitte Poupart a travaillé avec le studio spécialisé en multimédia Moment Factory pour Ode à la vie, un spectacle son, lumières et projections sur la Sagrada Familia à Barcelone. Elle a aussi assuré la direction artistique, ainsi que la mise en scène de l’inauguration de l’illumination du pont Jacques-Cartier le 17 mai 2017 lors des célébrations du 375e anniversaire de Montréal. Elle collabore pour la première fois avec le Cirque du Soleil en 2016 pour la mise en scène du spectacle Luzia qui s'inspire la culture mexicaine. Elle prend le relais de cette création alors que le metteur en scène Daniele Finzi Pascal doit quitter pour des raisons personnelles. 
En 2010, elle documente et suit son ami et collaborateur, le chorégraphe Dave St-Pierre dans son combat contre la fibrose kystique. Les enregistrements sont présentés au public  sous la forme d’un premier long métrage documentaire intitulé Over My Dead Body (2011). Le film a été présenté en clôture des Rendez-vous du cinéma québécois à Montréal, au MOMA à New York, au HotDocs à Toronto, au Raindance Festival à Londres et au Antenna Festival à Sydney.

## Mise en scène

### Théâtre
- 1998 : Le Défilé des canards dorés, Théâtre La Licorne
- 1999 : W.C., Espace Go
- 2002 : Babel, Espace Go
- 2003 : L'Édifice, Festival de rue de Shawinigan
- 2004 : Cérémonials, Espace Go
- 2006 : L’Autoroute, Festival d'été de Québec
- 2007 : Cabaret Insupportable I,Cabaret du Lion d'Or
- 2008 : Cabaret Insupportable II, Cabaret du Lion d'Or
- 2008, Un jour ou l’autre, Espace Go
- 2010 : Cabaret Insupportable III[12], Cabaret du Lion d'Or
- 2010 : What’s Next, Festival TransAmériques
- 2012 :  La démesure d'une 32A, Espace Go[13]
- 2014 : Contes Urbains, Théâtre La Licorne
- 2015-2017 : Table Rase, Espace Libre[14]
- 2017 : Glengarry Glen Ross, Usine C

### Cirque
- 2016 : Luzia, Cirque du Soleil

## Interprétation

### Danse
- 2006 : Un peu de tendresse bordel de merde !, chorégraphie de Dave St-Pierre, Productions Dave Saint-Pierre : Sabrina

### Théâtre
- 2007 : Cabaret Insupportable I, mise en scène de Brigitte Poupart, Transthéâtre : plusieurs personnages
- 2008 : Cabaret Insupportable II, mise en scène de Brigitte Poupart, Transthéâtre : plusieurs personnages
- 2010 : Cabaret Insupportable III[12], mise en scène de Brigitte Poupart, Transthéâtre : plusieurs personnages
- 2010 : What’s Next, cocréation avec Dave St-Pierre, TransThéâtre
- 2019 : Bonne retraite Jocelyne, mise en scène de Fabien Cloutier, Théâtre La Manufacture : Brigitte

### Télévision
- 1999 : Catherine : Hélène Chevrier
- 2002 : Annie et ses hommes : Nancy
- 2009 : Le club des doigts croisés : Joëlle
- 2010 : Musée Éden : Sœur Tharcisius
- 2011 : Toute la vérité : Sylvie (2011)
- 2012 : O' : Corinne Malouin
- 2015 : Mémoires vives : Sergent-détective Myriam Leduc
- 2017 : Unité 9 : Isabelle Corbeil
- 2019 : 5e rang (série télévisée) : Agostina "Tina" Fournier

### Cinéma
- 2006 : Congorama de Philippe Falardeau : douanière
- 2011 : Monsieur Lazhar de Philippe Falardeau : Claire Lajoie
- 2017 : Les Affamés de Robin Aubert : Céline
- 2018 : Les salopes, ou le sucre naturel de la peau de Renée Beaulieu : Marie-Claire Dubé
- 2019 : Avant qu'on explose de Rémi St-Michel : mère à Quick
- 2023 : Les Tortues de David Lambert : Jenny

## Réalisation

### Cinéma

#### Cours métrages
- 2023 : UWD (Until We Die) avec Myriam Verreault

#### Longs métrages
- 2012 : Over My Dead Body, long métrage documentaire avec l'artiste Dave Saint-Pierre (Production : Coop Vidéo)

## Prix et nominations
- 2004 : nomination aux Prix Gémeaux dans la catégorie meilleure interprétation féminine dans un rôle de soutien section comédie pour son rôle d'Hélène dans Catherine ;
- 2007 : récipiendaire de la Bourse du Conseil des Arts et Lettres du Québec (Théâtre) au studio du Québec à Rome, Italie ;
- 2013 : gagnante d'un Jutra pour le meilleur long métrage documentaire pour le film Over My Dead Body ;
- 2013 : récipiendaire du Grand Prix du Conseil des arts et des lettres du Québec pour le long métrage Over My Dead Body[15] ;
- 2018 : nomination au Prix Écrans Canadiens pour la meilleure actrice dans un rôle de soutien pour le film Les Affamés[16] ;
- 2018 : récipiendaire au Gala Québec Cinéma du Prix de la meilleure interprétation féminine dans un rôle de soutien pour le film Les Affamés[17]
- 2018 : nominations pour meilleure interprétation féminine aux Canadian screens Awards et aux IRIS ;
- 2024 : grand prix du festival (prix du public) à la 17e édition des Hallucinations collectives, pour le court-métrage UWD (Until We Die).